# Burcardo I di San Gallo
Burcardo I, chiamato anche Purchardo (920/930 – 9 agosto 975), fu un abate dell'abbazia di san Gallo.
Nelle Cronache di San Gallo, egli è definito nipote di Ottone I.

## Biografia
Discendente della nobile famiglia degli Udalrichingi, era figlio di Ulrico V e di Wendilgart. A seguito di alcune vicende, i genitori fecero pegno all'abbazia di San Gallo di consegnare il loro futuro figlio all'abbazia: essi lo concepirono probabilmente fra il 920 e il 930, ma la madre morì dandolo alla luce. In giovane età, fu ammesso nell'abbazia di San Gallo come oblato e ricevette l'ordinazione diaconale dall'abate Cralone. La sua più antica attestazione nei documenti dell'epoca risale al 959/60. Nel 967, papa Giovanni XIII confermò l'immunità, tutti i possedimenti e i relativi diritti dell'abbazia.
Bucardo e Eccheardo I, il secondo inizialmente designato da Cralone come proprio successore, subirono entrambi i postumi permanenti di un grave incidente a cavallo. La menomazione di Eccardo I fu quella più grave e Cralone lo rimpiazzò con Bucardo. 
Un giovane diacono e camerario lo aiutarono in quell'insieme di doveri ai quali la condizione di claudicante lo aveva impossibilitato. Bucardo I era apprezzato dai monaci per la sua magnanimità d'animo. L'imperatore visitò l'abbazia per quantificare i benefici economici, seguito dal sopralluogo dell'abate Kerbodo di Lorsch che riformò gli statuti gallesi.
Nel 971, Bucardo I abdicò dalla carica abbaziale, desideroso di trascorrere gli ultimi anni non lontano dalla vita monastica, ma in un modo più libero di quello previsto dalla regola di un asceta inclusus, sul modello di Viborada di San Gallo. A questo scopo, Bucardo aveva fatto edificare la cappella di San Gallo. Il vescovo Corrado di Costanza non accondiscese a tale progetto, a motivo delle sue negative condizioni di salute.
Bucardo I si spense nel 975, e, su disposizione di Corrado di Costanza, fu seppellito nella Cappella di san Gallo.